# 弗洛里安·埃克斯纳
弗洛里安·埃克斯纳（德語：Florian Exner，1990年10月5日—）是一位德国足球裁判，自2024-25赛季开始主哨德国足球甲级联赛。

## 裁判生涯
埃克斯纳最初是来自其家乡瓦伦多夫县的俱乐部蓝白比伦（Blau-Weiß Beelen）的一名足球运动员。他在青年时期便结束了自己的球员生涯，改为从事足球裁判。2014年，埃克斯纳晋身第四级别的西部地区联赛执法，并在德国19岁以下足球甲级联赛的个别比赛中担任主裁判。自2015年起，他获委派至德丙联赛担任助理裁判。2017年，埃克斯纳在帕德博恩07对阵洛特体育之友的威斯特法伦杯决赛中担任主裁判。两年后，他开始主哨德丙联赛，以及晋升为德乙联赛助理裁判，并在随后执法德国足协杯。2022-23赛季，埃克斯纳入选德乙联赛主裁判大名单。自2024-25赛季，他将正式担任德甲联赛主裁判。

## 个人生活
埃克斯纳是在比勒费尔德大学修读法律，同时担任刑法和刑事诉讼法系教授的研究助理。他随后在比勒费尔德地方法院完成了实习。2020年，埃克斯纳取得律师资格，并成为比勒费尔德大学的博士生。他目前在明斯特担任全职律师。